# Kaito Miyazaki
Kaito Miyazaki (japanisch 宮嵜 海斗 Miyazaki Kaito; * 29. November 2000 in Kumamoto, Präfektur Kumamoto) ist ein japanischer Fußballspieler.

## Karriere
Kaito Miyazaki erlernte das Fußballspielen in der Jugend des J2-League-Zweitligisten Roasso Kumamoto sowie in der Universitätsmannschaft der NIFS Kanoya. Seinen ersten Vertrag unterschrieb er am 1. Februar 2023 bei seinem Jugendverein Roasso Kumamoto. Sein Zweitligadebüt für den Verein aus Kumamoto gab Kaito Miyazaki am 3. Mai 2023 (13. Spieltag) im Heimspiel gegen Thespakusatsu Gunma. Bei dem 2:0-Erfolg wurde er in der 80. Minute für Yūhi Takemoto eingewechselt. Nach zwei Ligaspielen wechselte er Ende Juli 2024 bis Saisonende 2024 zum Fünftligisten FC Kariya. Nach der Ausleihe kehrte er Anfang 2025 zu Roasso zurück.